# Wedel (Kreis Pinneberg)
 For alternative betydninger, se Wedel. (Se også artikler, som begynder med Wedel)
Wedel er en by i det nordlige Tyskland, beliggende under Kreis Pinneberg i Slesvig-Holsten. Den ligger ved floden Elben lige vest for Hamborg og udgør en forstad til denne, selvom Hamborg er sin egen delstat. Wedel ligger dermed inden for Metropolregion Hamburg. Wedel har 32.890 indbyggere (pr. 2015). Wedel har antagelig givet navn til adelsslægten Wedel, samt til flere andre familier med samme navn.
Mathias Rust er født 1. juni 1968 i Wedel er en tysk pilot, der i en alder af 19 år den 28. maj 1987 passerede det sovjetiske luftforsvar og landede på en bro ved den Røde Plads i Moskva.

## Historie

### Middelalderen
Wedel er sandsynligvis en gammel landsby, og her som i Bramstedt fandtes en domstol. Ligeledes var her en meget vigtig færgeoverfart over Elben, ligesom her fra gammel tid blev afholdt et vigtigt oksemarked. Stedet har sikkert oprindeligt været et adeligt hjemsted for slægten Wedel. Allerede før 1256 havde ridderen Lambert af Wedel solgt sine besiddelser ved Wedel i marsken og på gesten til Friedrich af Haseldorf, der igen overdrog dem til Hamborg Domkapitel. Endnu senere havde von Wedel i Wedel, Spitzerdorf og Lieth ejendele og fogderiet. Også von Heimbruch har tidligere ejet ejendomme her. På Feldmark lå den grevelige Hatzburg. I 1314 solgte grev Adolf af Schaumburg til klosteret Harvstehude 21 morgen og 1 gård (curia) i Wedelermarsch samt 2 huse på Wedel gest, hvilket blev bekræftet af grev Erich af Schaumburg i 1461. Kirken blev opført i 1311 men nedbrændte i 1612.

### Under den danske krone
I 1640 blev herskabet Pinneberg, og dermed Wedel, underlagt kongen af Danmark. I studehandelens tid (1500-tallet og 1600-tallet) gik en stor del af oksetransporterne fra Bramstedt til Wedel og herfra over Elben til Stade og Buxtehude, via Hannover og Westfalen til Holland. Ligeledes foregik en omfattende transithandel med kvæg, heste og korn fra Lolland til Heiligenhafen og herfra videre til Wedel. Wedel udviklede sig til en vigtigt marked og overførselssted. I midten af 1500-tallet indtrådte politiske forviklinger, som blev løst ved freden i Speyer i 1544 Frem til 30-årskrigen skete et voldsomt opsving i markedet i Wedel, især fra 1590: tidligere var 16-20.000 okser transporteret hertil, i 1603 nåede man 30.000 og i 1613 40.000. Først fra 1625 skete et fald i udførslen. Mængderne nåede en størrelse, hvor det blev stadig vanskeligere at få alle dyr fragtet over på kort tid, hvilket foranledigede, at en del af transporten søgte nye veje, over Ülzburg, Harxheide, Poppenbüttel og Tremsbüttel til Zollenspieker.
I 1667 døde prædikanten og digteren Johann Rist i Wedel.
Den 16. marts 1731 brændte i Wedel 167 huse.
I 1786 fik byen status af flække.
Byen blev ramt af oversvømmelser i 1791, 1792 og 1806.

### I helstaten
Nye oversvømmelser ramte byen i 1824 og især i 1825.
Den 13. september 1837 brændte kirken og 20 andre bygninger.
De hjemmehørende handelsskibes antal og læstedrægtighed i Wedel fremgår af nedenstående tabel:
| År   | Antal | kmcl |
| ---- | ----- | ---- |
| 1824 | 54    | 317  |
| 1832 | 66    | 508  |
| 1833 | 66    | 510  |
| 1834 | 63    | 498  |
| 1835 | 65    | 537  |
| 1836 | 67    | 557½ |
| 1837 | 68    | 479  |
| 1838 | 72    | 618½ |
| 1839 | 77    | 717¼ |

Byen havde i 1855 1 læge, 1 toldassistent, 1 havnemester, 36 skippere, 3 kvæg- og hestehandlere, 7 kræmmere, 12 bryggere, 16 værtshuse, 5 smede, 2 låsesmede, 8 bagere, 5 slagtere, 3 tømrere, 4 skibstømrere, 10 murere, 6 snedkere, 1 farver.
Befolkningsudviklingen i Wedel (inklusive Blankenese og Mühlenberg) var i 1835 4.428 indbyggere, i 1840 4.749 indbyggere (hvoraf 1.840 i Wedel alene og 2.909 i Blankenese/Muhlenberg), i 1845 4.830 indbyggere, i 1855 5.600 indbyggere og i 1860 5.707 indbyggere (hvoraf 2.079 i Wedel og 3.628 i Blankenese/Muhlenberg).

### Under Preussen
I 1867 blev Pinneberg en provins i Kongeriget Preussen. I 1875 vedtog sognerådet i Wedel, at Wedel skulle betegnes "by".
Wedel er omfattet af Hamborgs kollektive transportsystem. S-Bahn Hamburgs linje S1 har endestation i Wedel.